# Italienske ord og vendinger
På dansk vil der i nogle tilfælde blive benyttet ord og vendinger fra italiensk. Dette forekommer oftere på skrift end i tale. Fænomenet er dog på ingen måde så udbredt som brugen af ord og vendinger fra engelsk, men er dog meget almindeligt indenfor særlige områder som mad og musik.
Herunder er samlet en række eksempler:

## Finansudtryk
Bank (banca), en virksomhed, der handler med penge.
Bankerot (banca rotta), bank, der ikke kan betale.
Fallit (fallito), mistet alt.
Giro, overføring af beløb fra en konto til en anden.
Konto (conto), kundes samlede regnskab.
Kredit (credito), gæld.
Risiko (risico), sætte på spil.

## Madudtryk
al dente, Mad er kogt, 'lige til tanden'. Bruges ofte om pasta/ris o.lign., der ikke er kogt ud, hvorved at der stadig er smule hårdhed tilbage i maden.
antipasto, forretter i almindelighed
bruschetta, forret af tørrede brødskiver og tomat
frittata, omelet
frittata al prosciutto, omelet med skinke
frutta, frugt
frutti del mare, (=havets frugter) "alt godt fra havet": fisk, skaldyr, blæksprutte,...
insalata mista, blandet salat
lasagne, madret tilberedt af pastaplader, kødsovs og ostesovs
maccheroni, rørformet pasta; se makaroni
macedonia di frutta, frugtsalat
minestra di verdura, grønsagssuppe
minestrone, suppe med grønsager og makaroni
pastasciutte, makaroniretter
pasta, fællesbetegnelser for madvarer baseret på en slags dej-agtig masse
pastina in brodo, klar suppe med små nudler
patate fritte, friturestegte kartofler
pollo arrosto, stegt høne (kylling)
pollo guarnito, kylling med grønsager
ravioli, kogt, farseret makaroni
risotto, italiensk risret
risotto alla milanese, risotto med ost og safran
spaghetti, lange, tynde pastastrimler
spaghetti al pomodoro, spaghetti med tomatsovs
spaghetti al sugo di carne, spaghetti med kødsovs
sugo, sauce baseret på tomat, kødafkog og suppeurter
torta, lagkage
verdura, grøntsager

## Musikudtryk
a cappella, sang uden instrumentalledsagelse.
cassazione, afsluttende musikstykke eller serenade
divertemento, musikstykke med flere løst sammenkædede satser; dss. divertissement
duetto, musikstykke for to stermmer; se duet
forte, kraftigt (forkortet f)
fortissimo, meget kraftigt (forkortet ff)
forte fortissimo, så kraftigt som muligt (forkortet fff)
intermezzo, mellemspil
nonetto, musikstykke for ni stemmer; se nonet
octava, forkortes 8va, hæver musikstykket en oktav
ottetto, musikstykke for otte stemmer; se oktet
pianissimo, meget svagt (forkortet pp)
piano, svagt (forkortet p)
piano pianissimo, så svagt som muligt (forkortet ppp)
quartetto, musikstykke for fire stemmer; se kvartet
quintetto, musikstykke for fem stemmer; se kvintet
scherzo, lettere musikstykke, selvstændigt eller som sats
serenata, dss. serenade
sestetto, musikstykke for seks stemmer; se sekstet
settetto, musikstykke for syv stemmer; se septet
sonate, musikstykke bestående af (normalt) fire satser
sonatine, lille sonate
trio, musikstykke for tre stemmer